# 961
| [ Edytuj tabelę ]              |                                                          |
| Książę Polski                  | - 960 Mieszko I 992                                      |
| Król Anglii                    | - 959 Edgar Spokojny 975                                 |
| Hrabia Aragonii                | - 922 Andregota Galíndez 972                             |
| Hrabia Aragonii i król Nawarry | - 926 Garcia I 970                                       |
| Hrabia Barcelony               | - 947 Borrell II 992 - 947 Miro 966                      |
| Książę Bawarii                 | - 955 Henryk II Kłótnik 976                              |
| Książę Burgundii               | - 956 Otto 965                                           |
| Cesarz Bizancjum               | - 959 Roman II 963                                       |
| Car Bułgarii                   | - 927 Piotr I 969                                        |
| Cesarz Chin                    | - 960 Song Taizu 976                                     |
| Książę Czech                   | - 935 Bolesław I Srogi 972                               |
| Król Danii                     | - 958 Harald Sinozęby 987                                |
| Władca Egiptu                  | - 960 Abu al-Hasan Ali 966                               |
| Król Franków zachodnich        | - 954 Lotar 986                                          |
| Król Gruzji                    | - 961 Dawid III 1001                                     |
| Hrabia Holandii                | - 939 Dirk II 988                                        |
| Cesarz Japonii                 | - 946 Murakami 967                                       |
| Kalif                          | - 946 Al-Muti 974                                        |
| Hrabia Kastylii                | - 923 Ferdinand Gonzalez 970                             |
| Król Khmerów                   | - 944 Radżendrawarman II 968                             |
| Wielki książę Kijowa           | - 945 Światosław I 972                                   |
| Patriarcha Konstantynopola     | - 956 Polieuktos 970                                     |
| Władca Korei                   | - 949 Kwangjong 975                                      |
| Król Leónu                     | - 960 Sancho I Gruby 966                                 |
| Król Norwegii                  | - 933 Haakon Dobry 961 - 961 Harald II Szara Opończa 976 |
| Hrabia Palatynatu              | - 945 Hermann Pusillus 994                               |
| Papież                         | - 955 Jan XII 964                                        |
| Hrabia Portugalii              | - 950 Gonçalo Mendes 999                                 |
| Książę Saksonii                | - 936 Otton I Wielki 961 - 961 Hermann 973               |
| Król Szkocji                   | - 954 Indulf 962                                         |
| Doża Wenecji                   | - 959 Pietro IV Candiano 976                             |
| Książę Węgier                  | - 955 Taksony 970                                        |

Rok 961 / CMLXI
stulecia: IX wiek ~
X wiek ~
XI wiek

lata: 951 «
956 «
957 «
958 «
959 «
960 «
961
» 962
» 963
» 964
» 965
» 966
» 971

## Wydarzenia na świecie
- 26 maja – sześcioletni Otton II został koronowany na króla niemieckiego.

- Kalifem Kordowy został Al-Hakim II.
- Wyprawa Ottona I do Włoch przeciw buntującemu się królowi longobardzkiemu Berengarowi z Ivrei, który zostaje rozbity.
- Otton I Wielki koronował się na króla Włoch.
- Bizancjum odzyskało Kretę.

## Zmarli
- 19 września - Helena Lekapena, cesarzowa bizantyjska (ur. ok. 910)
- 15 października – Abd ar-Rahman III (arabski: عبد الرحمن الثالث), emir i kalif Kordoby (ur. 889)
- data dzienna nieznana: 
  - Dunas ibn Labrat, poeta żydowski